# (6613) Williamcarl
(6613) Williamcarl est un astéroïde de la ceinture principale.

## Description
(6613) Williamcarl est un astéroïde de la ceinture principale. Il fut découvert le 2 juin 1994 à Catalina Station par Carl W. Hergenrother. Il présente une orbite caractérisée par un demi-grand axe de 3,16 UA, une excentricité de 0,17 et une inclinaison de 25,5° par rapport à l'écliptique.

## Compléments